# USS Fresno (CL-121)
USS Fresno (CL-121) var en lätt kryssare av Juneau-klass som sjösattes den 5 mars 1946 av Federal Shipbuilding and Dry Dock Company i Kearny, New Jersey, och togs i bruk den 27 november 1946. Hon omklassificerades till CLAA-121 den 18 mars 1949.

## Tjänstgöring
Under sin första operationella kryssning, den 13 januari-7 maj 1947, avslutade Fresno inte bara sina förberedande övningar i Karibien utan besökte också Montevideo i Uruguay när landets nya president invigdes och gjorde ett besök i Rio de Janeiro. Den 1 augusti seglade hon från Norfolk, Virginia för en stationering som tog henne till hamnar både i norra Europa och i Medelhavet innan hon återvände till Norfolk den 1 december.
Under en andra utlandskryssning, den 3 mars-19 juni 1948, besökte Fresno Amsterdam, Dublin, Bergen och Köpenhamn från sin tillfälliga bas i Plymouth i England. Hennes kustoperationer från Norfolk omfattade kryssningar till Prince Edward Island och Bermuda innan hon togs ur tjänst vid New York Naval Shipyard den 17 maj 1949. Hon placerades i reserv i Bayonne, New Jersey. Hon såldes för skrotning den 17 juni 1966.